# Clione limacina
Clione limacina — хижий морський слимак ряду морських янголів (Gymnosomata), що населяє холодні моря Північної півкулі. Живиться виключно молюсками роду Limacina. Масові колонії цих молюсків є джерелом їжі для беззубих китів і морських птахів.